# Athetis glaucopis
Athetis glaucopis là một loài bướm đêm trong họ Noctuidae.